# Baby universe day
「Baby universe day」（ベイビーユニバースデイ）は、2009年11月25日にLantisよりリリースされたシングル。

## 概要
- テレビアニメ『キディ・ガーランド』オープニングテーマを収録している。
- 同アニメでヒロインを務めるアスクール（内田彩）、ク・フィーユ（合田彩）が歌っている。
- ジャケットにはアスクールとクフィーユがプリントされている。

## 収録曲
1. Baby universe day [4:06]
作詞：畑亜貴、作曲：黒須克彦、編曲：大久保薫
2. Day×Day  [4:16]
作詞・作曲：yozuca*、編曲：黒須克彦
3. Baby universe day（off vocal）
4. Day×Day （off vocal）